# Смертельный голод
Смертельный голод (англ. I, Zombie: The Chronicles of Pain, «Я — зомби: Хроники боли») (1998) — низкобюджетный  британский фильм ужасов о трагической судьбе человека, ставшего зомби. В качестве сценариста, продюсера, режиссёра, автора музыки и актёра в эпизодической роли выступает один человек — Эндрю Паркинсон. Картина затрагивает как проблемы человеческого одиночества, так и безразличия общества к судьбе без вести пропавших членов общества. Вместе с тем снят фильм в трэш-манере и изобилует кровавыми сценами.

## Сюжет
У главного героя фильма — молодого и симпатичного учёного Марка — начинаются проблемы со своей подругой Сарой. Однажды молодой человек едет за город собирать образцы мха. На обратном пути он натыкается на заброшенный дом, в одном из помещений которого лежит женщина, кажущаяся больной. При попытке Марка оказать ей помощь она кусает его. Инфицированный этим укусом, Марк теряет сознание. Очнувшись, он нападает в лесу на туриста.
Марк находит неприметное жильё, где начинается его новая жизнь. Он начинает записывать свои злоключения на диктофон. Для существования молодому человеку требуется особая еда — человеческая плоть. Вопреки своему желанию, ему приходится убивать и поедать людей, иначе возникают судороги и невыносимая боль. В то время, когда он себя чувствует более-менее, Марк рассматривает фотографии Сары и занимается мастурбацией. При осмотре своего тела Марк обнаруживает язвы, которые на этом этапе пытается тушировать. Периодически Марка мучают кошмары — ему кажется, что он нападает на Сару.
Марк пытается изучать медицинские журналы, однако в них он не находит ничего о своём заболевании. Периодически он выезжает за город в поисках жертв. Их вещи и останки Марк сжигает на пустыре за домом или закапывает там же. Однажды Марк похищает Сару, однако потом он возвращает её домой невредимой (впрочем, неясно, было ли это на самом деле или только в грёзах Марка). Количество язв на его теле увеличивается, в том числе появляются язвы на лице. Марк много пьёт и курит, чтобы сгладить своё одиночество.
Однажды у него происходит внезапный упадок сил. При падении Марк ломает кости голени и, чтобы быть способным к передвижению, прикручивает к ноге стальную пластину, предварительно делая дрелью отверстия в кости. Стальными пластинами Марк пытается закрыть и другие язвы на теле. Человеческие остатки он уже просто сваливает в пластиковые мешки в ванну. Там у Марка возникает кошмар — ему кажется, что он идёт по пустому коридору, в котором на него нападают его жертвы.
Однажды уже изрядно разложившийся Марк находит фотографии Сары. Он снова пытается заняться мастурбацией, однако при этом отрывает свой половой член. В финале фильма Марк видит в зеркале, что в его распадающемся теле уже осталось мало чего человеческого. Тогда он с трудом забирается на матрас, нюхает эфир и засыпает. «Это уже не жизнь», — говорит Марк перед этим. Фильм заканчивается тем, что Сара выкидывает вещи Марка.

## Актёры
- Джайлс Аспен (Giles Aspen) — Марк
- Эллен Софтли (Ellen Softley) — Сара
- Дин Сайплинг (Dean Sipling) — Дэвид, новый бойфренд Сары
- Клэр Гриффин (Claire Griffin) — подруга Сары
- Кейт Торогуд (Kate Thorougood) — проститутка
- Миа Фотергилл (Mia Fothergill) — агент по недвижимости
- Ник Малиновски (Nick Mallinowski) — полицейский
- Нана Такахаси (Nana Takahashi) — девушка в телефонной будке
- Пол Хайет (Paul Hyett) — бродяга
- Стюарт Олдфилд (Stuart Oldfield) — первая жертва
- Фил Руэ (Phil Rowe) — вторая жертва
- Джон Ловелл (Jon Lovell) — спящая зомби
- Эндрю Паркинсон (Andrew Parkinson) — друг Марка

## Награды
Приз за лучший независимый фильм на фестивале фантастического кино в Манчестере (1998)